# Estela de Nora
L'Estela de Nora és una estela fenícia del segle IX abans de la nostra era trobada a l'illa de Sardenya, a prop de l'antiga Nora.

## Interpretació
Aquesta estela fenícia fou trobada el 1773 a Pula (Sardenya), propera al jaciment de l'antiga Nora. Es tracta de la inscripció fenícia més antiga d'occident.
La interpretació del text, que és fragmentari, és encara controvertida. Una opció n'és que la inscripció fos una commemoració de la victòria d'un tal Milkaton, durant el regnat del rei xipriota Pumayyaton, en una batalla ocorreguda a Tarsis, i la seua posterior arribada a l'illa de Sardenya. Aquesta interpretació es relacionaria amb la fundació mítica de l'antiga Nora per part del llegendari príncep tartessi Nòrax.